# Woods (Familienname)
Woods ist ein englischer Familienname.

## Herkunft und Bedeutung
Woods ist ein Patronym frühmittelalterlichen Ursprungs. In den meisten Fällen handelte es sich um einen Wohnstättenname für den Sohn einer Person, die in einem Wald lebt, oder als Berufsname um den Sohn eines Holzfällers oder Försters.

## Varianten
- Woodson, Woodison, Woodeson, Wooderson

## Namensträger

### A
- A. M. Woods, US-amerikanischer Lacrossespieler
- Adam Woods (* 2001), schwedischer Sänger
- Alan Woods (* 1944), britischer Politiker
- Ana Woods (* 1991), deutsche Schriftstellerin
- Aubrey Woods (1928–2013), britischer Schauspieler

### B
- Bambi Woods (* 1955), US-amerikanische Pornodarstellerin
- Barbara Alyn Woods (* 1962), US-amerikanische Schauspielerin
- Belita Woods (1948–2012), US-amerikanische Sängerin
- Bill Woods (1924–2000), US-amerikanischer Musiker
- Bradley Woods-Garness (Bradley Maurice Charles Woods-Garness, * 1986), englisch-montserratischer Fußballspieler
- Brian Woods (* 1966), englischer Dartspieler
- Bryan Woods (* 1984), US-amerikanischer Drehbuchautor, Filmproduzent und -regisseur

### C
- Carter Woods (* 2001), kanadischer Radrennfahrer
- Cheyenne Woods (* 1990), US-amerikanische Golferin
- Chris Woods (Saxophonist) (1925–1985), US-amerikanischer Jazz-Saxofonist
- Chris Woods (* 1959), englischer Fußballtorhüter
- Christine Woods (* 1983), US-amerikanische Schauspielerin
- Clare Woods (* 1972), britische Malerin
- Clinton Woods (* 1972), britischer Boxer
- Clinton Edgar Woods (1863–1927), US-amerikanischer Erfinder, Elektro- und Maschinenbauingenieur sowie Automobilhersteller
- Cyrus Woods (1861–1938), US-amerikanischer Jurist, Politiker und Diplomat

### D
- Daniel Woods (* 1989), US-amerikanischer Sportkletterer
- Darren Woods (* vor 1965), US-amerikanischer Funktionär in der Erdölwirtschaft
- D’Artagnan Woods, US-amerikanischer Schauspieler und Filmproduzent
- David Woods (Politiker) (1775–1842), US-amerikanischer Politiker
- David Woods (Wasserballspieler) (1944–2017), australischer Wasserballspieler
- Dean Woods (1966–2022), australischer Radrennfahrer
- Don Woods (Donald R. Woods; * 1954), US-amerikanischer Informatiker, Hacker und Spieleentwickler
- Don Woods (Meteorologe) (1927–2012), US-amerikanischer Meteorologe, Fernsehmoderator und Cartoonist
- Don Woods (Footballspieler) (* 1951), US-amerikanischer American-Football-Spieler
- Donald Woods (Schauspieler) (1906–1998), kanadisch-US-amerikanischer Schauspieler
- Donald Woods (Journalist) (1933–2001), südafrikanischer Journalist und Jurist
- Doris Woods (1902–1956), britische Turnerin

### E
- Edward Woods (1903–1989), US-amerikanischer Schauspieler
- Elliott Woods (1865–1923), US-amerikanischer Architekt

### F
- Frank P. Woods (1868–1944), US-amerikanischer Politiker

### G
- Gary Woods (* 1990), englischer Fußballtorhüter
- Gavin Woods (* 1978), australischer Wasserballspieler
- Gay Woods (* 1948), irische Musikerin
- George Woods (Leichtathlet) (1943–2022), US-amerikanischer Leichtathlet
- George A. Woods (1926–1988), US-amerikanischer Literaturkritiker und Kinderbuchautor
- George Austin Woods (1828–1905), britischer Offizier, Premier des Königreichs Fiji
- George D. Woods (1901–1982), US-amerikanischer Ökonom
- George Lemuel Woods (1832–1890), US-amerikanischer Politiker
- Grant Woods (1954–2021), US-amerikanischer Jurist und Politiker
- Granville T. Woods (1856–1910), US-amerikanischer Erfinder

### H
- Hanne Woods (* 1960), norwegische Curlerin
- Harriett Woods (1927–2007), US-amerikanische Politikerin
- Harry Lewis Woods (1889–1968), US-amerikanischer Filmschauspieler
- Harry MacGregor Woods (1896–1970), US-amerikanischer Musiker und Komponist

- Henry Woods (Politiker) (1764–1826), US-amerikanischer Politiker
- Henry Woods (Maler), (1846–1921), britischer Maler
- Henry Woods (Paläontologe) (1868–1952), britischer Paläontologe
- Henry Woods (Boxer) (1914–1990), US-amerikanischer Boxer
- Henry Woods (Jurist) (1918–2002), US-amerikanischer Jurist und Richter
- Henry Felix Woods (Woods Pasha; 1843–1929), britischer Admiral

### I
- Ian Woods (* 1966), britischer Biathlet
- Ilene Woods (1929–2010), US-amerikanische Sängerin und Synchronsprecherin
- Ivan Woods (* 1976), kanadisch-maltesischer Fußballspieler

### J
- James Woods (Manager) (1930–2015), britisch-US-amerikanischer Handelsmanager
- James Woods (* 1947), US-amerikanischer Schauspieler
- James Woods (Freestyle-Skier) (* 1992), britischer Freestyle-Skier
- James A. Woods (* 1979), kanadischer Schauspieler und Drehbuchautor
- James B. Woods (1802–um 1851), US-amerikanischer Siedler, Soldat und Politiker
- James P. Woods (1868–1948), US-amerikanischer Politiker
- Jackson Woods (* 1993), australischer Boxer
- Jason Woods, US-amerikanischer Schauspieler
- Jeramie Woods (* 1991), deutsch-amerikanischer Basketballspieler
- Jimmy Woods (1934–2018), US-amerikanischer Saxofonist
- John Woods (Politiker, 1761) (1761–1816), US-amerikanischer Politiker (Pennsylvania)
- John Woods (Politiker, 1794) (1794–1855), US-amerikanischer Politiker (Ohio)
- John Woods (Politiker, 1822) (1822–1892), australischer Politiker in Victoria
- John Woods (Snookerspieler), englischer Snookerspieler
- John Woods (Ozeanograf) (* 1939), britischer Ozeanograf
- John Woods (Leichtathlet) (* 1955), irischer Langstreckenläufer
- John C. Woods (1911–1950), US-amerikanischer Unteroffizier und Henker
- John E. Woods (1942–2023), US-amerikanischer Übersetzer aus dem Deutschen
- John Joseph Woods (1849–1934), neuseeländischer Lehrer und Komponist
- Jordan Woods-Robinson (* 1985), US-amerikanischer Schauspieler und Musiker
- Joseph Woods (1776–1864), englischer Architekt und Botaniker

### K
- Kimberley Woods (* 1995), britische Kanutin

### L
- Lebbeus Woods (1940–2012), US-amerikanischer Architekt
- Leona Woods (1919–1986), US-amerikanische Physikerin
- Lil Woods (* 1998), britische Schauspielerin
- Lisa-Marie Woods (* 1984), norwegische Fußballspielerin
- Loren P. Woods (1913–1979), US-amerikanischer Fischkundler

### M
- Maggie Woods (* 1960), kanadische Hochspringerin
- Marcel Woods, niederländischer DJ und Musikproduzent
- Margaret Louisa Woods (1855–1945), englisch-britische Autorin
- Mary Lee Woods (1924–2017), englische Mathematikerin und Computerprogrammiererin
- Megan Woods (* 1973), neuseeländische Politikerin
- Michael Woods (Politiker) (* 1935), irischer Politiker
- Michael Woods (Schauspieler) (* 1957), US-amerikanischer Schauspieler
- Michael Woods (Fußballspieler, 1962) (* 1962), maltesischer Fußballspieler
- Michael Woods (Geograph) (* 1971), britischer Geograph
- Michael Woods (Musiker), britischer DJ und Musikproduzent
- Michael Woods (Radsportler) (* 1986), kanadischer Radrennfahrer
- Michael Woods (Fußballspieler, 1990) (* 1990), englischer Fußballspieler
- Michael Jeffrey Woods (1957–2006), US-amerikanischer Schauspieler
- Michael John Woods (1934–1993), britischer Philosoph und Philosophiehistoriker
- Mike Woods (* 1952), US-amerikanischer Eisschnellläufer
- Mitch Woods (* 1951), US-amerikanischer Pianist, siehe Mitch Woods & His Rocket 88s

### P
- P. F. Woods, Pseudonym von Barrington J. Bayley (1937–2008), britischer Autor
- Pete Woods, US-amerikanischer Comiczeichner
- Phil Woods (1931–2015), US-amerikanischer Jazzmusiker

### R
- Randall Bennett Woods (* 1944), US-amerikanischer Historiker
- Ralph Woods (* 1986), kanadischer Pornodarsteller
- Richard D. Woods (1935–2021), US-amerikanischer Bauingenieur
- Robert Woods (Schauspieler) (* 1936), US-amerikanischer Schauspieler
- Robert Woods (Radsportler) (* 1968), australischer Radsportler
- Robert Woods (Footballspieler) (* 1992), US-amerikanischer American-Football-Spieler
- Robert Woods Bliss (1875–1962), US-amerikanischer Diplomat
- Robert I. Woods (Robert Ivor Woods; 1949–2011), britischer Geograph und Bevölkerungswissenschaftler
- Robin Woods (1914–1997), britischer Theologe
- Rose Mary Woods (1917–2005), US-amerikanische Sekretärin
- Rowan Woods (* 1959), australischer Film- und Fernsehregisseur
- Roy Woods (1940–2004), US-amerikanischer Autorennfahrer und Rennstallbesitzer

### S
- Sam E. Woods (1892–1953), US-amerikanischer Diplomat und Agent
- Sammy Woods (1867–1931), australischer und englischer Cricket- und Rugby-Union-Spieler
- Samuel D. Woods (1845–1915), US-amerikanischer Politiker
- Scott Woods (* 2000), philippinisch-schottischer Fußballspieler
- Shadrach Woods (1923–1973), US-amerikanischer Architekt
- Shareese Woods (* 1985), US-amerikanische Leichtathletin
- Shelly Woods (* 1986), britische Rollstuhlsportlerin
- Simon Woods (* 1980), britischer Schauspieler
- Stan Woods, britischer Motorradrennfahrer
- Stanley Woods (1903/1904–1993), irischer Motorradrennfahrer
- Steven Michael Woods junior (1980–2011), US-amerikanischer Straftäter
- Stevie Woods (1951–2014), US-amerikanischer R&B-Sänger

### T
- Taryn Woods (* 1975), australische Wasserballspielerin
- Terry Woods (* 1947), irischer Musiker
- Tiger Woods (* 1975), US-amerikanischer Golfspieler
- Tom Woods (* 1953), US-amerikanischer Hochspringer
- Tricia Woods (1966–2011), US-amerikanische Jazz- und Bluespianistin
- Tyler Woods (* 1982), US-amerikanischer Singer/Songwriter

### W
- W. O. Woods (1873–1951), US-amerikanischer Regierungsbeamter
- Wesley Woods (* 1986), US-amerikanischer Pornodarsteller
- Wilhelmina Busch-Woods (1884–1952), Kind von Adolphus Busch
- William Woods (Politiker) (1790–1837), US-amerikanischer Politiker (New York)
- William A. Woods (* 1942), US-amerikanischer Informatiker
- William Allen Woods (1837–1901), US-amerikanischer Jurist und Politiker
- William Burnham Woods (1824–1887), US-amerikanischer Jurist und Politiker
- William I. Woods (1947–2015), US-amerikanischer Geograph und Archäologe

### X
- Xavier Woods (Austin Watson; * 1986), US-amerikanischer Wrestler
- Xavier Woods (Footballspieler) (* 1995), US-amerikanischer American-Football-Spieler

### Z
- Zach Woods (* 1984), US-amerikanischer Schauspieler